# Kyle Switzer
Kyle Switzer (Ottawa, 10 ottobre 1985) è un attore canadese.
Kyle è meglio conosciuto per aver interpretato il ruolo di Rick Geddes nella serie televisiva 15/Love. Verso la fine del 2007 interpreterà un ruolo di secondaria importanza nella serie televisiva Reaper.

## Biografia
Nato a Ottawa, comincia a recitare durante gli anni della scuola superiore. Inizialmente vuole diventare un regista di video musicale ma in seguito si appassiona alla recitazione. Durante l'anno scolastico studia recitazione nei weekend e impara a suonare la chitarra. Ha studiato alla The Ottawa School of Speech and Drama.

## Filmografia

### Cinema
- Piece of Mind, regia di Dino Koutras (2003)
- L'hôtel de l'avenir, regia di Pavla Ustinov (2004)
- Io non sono qui (I'm Not There), regia di Todd Haynes (2007)
- Spiderwick - Le cronache (The Spiderwick Chronicles), regia di Mark Waters (2008)
- La versione di Barney (Barney's Version), regia di Richard J. Lewis (2010)
- The High Cost of Living, regia di Deborah Chow (2010)
- The Good Lie, regia di Shawn Linden (2012)
- Babbo bastardo 2 (Bad Santa 2), regia di Mark Waters (2016)

### Televisione
- Just Jamie – serie TV, 11 episodi (2004)
- 15/Love – serie TV, 47 episodi (2004-2005)
- Reaper - In missione per il Diavolo (Reaper) – serie TV, 2 episodi (2007)
- Dead at 17, regia di Douglas Jackson – film TV (2008)
- Vincere insieme (The Cutting Edge: Fire & Ice), regia di Stephen Herek – film TV (2010)
- 18 to Life – serie TV, 1 episodio (2011)
- Being Human – serie TV, 3 episodi (2011-2014)
- Exploding Sun, regia di Michael Robison – film TV (2013)
- Mohawk Girls – serie TV, 6 episodi (2014-2015)
- The Fixer, regia di Peter Howitt – miniserie TV (2015)
- Fatal Vows – serie TV, 1 episodio (2015)
- Fugazi, regia di J. Thibodeau – film TV (2017)
- Ricetta mortale (Second Opinion), regia di Caroline Labrèche – film TV (2018)